# Sơn La
Sơn La es una ciudad en la región noroeste de Vietnam. Es la capital de la provincia de Sơn La. Limita con los distritos de Thuận Châu, Mường La y Mai Sơn.

## Historia
En la era de Sip Hoc Chau Tai, Sơn La era un fuerte de los Tai dam.

## Demografía
En 2019, la ciudad tenía una población de 106 052 habitantes y cubría una superficie de 323,5 km².

## Divisiones administrativas
La ciudad de Sơn La está dividida en 12 subdivisiones a nivel de comuna, incluidos 7 distritos (Chiềng An, Chiềng Cơi, Chiềng Lề, Chiềng Sinh, Quyết Tâm, Quyết Thắng, Tô Hiệu) y 5 comunas rurales (Chiềng Cọ, Chiềng Đen, Chiềng Ngần, Chiềng Xôm, Hua La).